# 光果贵南柳
光果贵南柳（学名：Salix juparica var. tibetica）为杨柳科柳属下的一个变种。

## 扩展阅读
- 維基物種上的相關：光果贵南柳